# Temporada 1940-1941 del FC Barcelona
Les dades més destacades de la temporada 1940-1941 del Futbol Club Barcelona són les següents:

## Plantilla
Font:
|     |                       |      | Total | Total | Campionat de Lliga | Campionat de Lliga | Copa del Generalíssim | Copa del Generalíssim |
| P   | Jugador               | País | PT    | Gols  | PT                 | Gols               | PT                    | Gols                  |
| --- | --------------------- | ---- | ----- | ----- | ------------------ | ------------------ | --------------------- | --------------------- |
| POR | Juan José Nogués      |      | 13    | -30   | 11                 | -24                | 2                     | -6                    |
| POR | Lluís Miró            |      | 11    | -21   | 11                 | -21                |                       |                       |
| POR | Joan Colominas        |      | 0     |       |                    |                    |                       |                       |
| POR | Ferran Argila         |      | 0     |       |                    |                    |                       |                       |
| DEF | Antoni Anguera        |      | 23    |       | 21                 |                    | 2                     |                       |
| DEF | Benito García         |      | 18    |       | 18                 |                    |                       |                       |
| DEF | Cristóbal Ceballos    |      | 3     |       | 1                  |                    | 2                     |                       |
| DEF | Josep Colomer         |      | 2     |       | 2                  |                    |                       |                       |
| DEF | Josep Saló            |      | 1     |       | 1                  |                    |                       |                       |
| DEF | Manuel González       |      | 1     |       | 1                  |                    |                       |                       |
| MIG | Antoni Franco         |      | 18    |       | 17                 |                    | 1                     |                       |
| MIG | Manel Rosalén         |      | 15    |       | 13                 |                    | 2                     |                       |
| MIG | Josep Raich           |      | 14    |       | 13                 |                    | 1                     |                       |
| MIG | Aurelio León          |      | 12    | 1     | 12                 | 1                  |                       |                       |
| MIG | Ignacio Llàcer        |      | 7     | 1     | 6                  | 1                  | 1                     |                       |
| MIG | Nicolás Santacatalina |      | 2     |       | 2                  |                    |                       |                       |
| MIG | Francesc Calvet       |      | 2     |       | 1                  |                    | 1                     |                       |
| MIG | Josep Maria Burset    |      | 0     |       |                    |                    |                       |                       |
| DAV | Antoni Gràcia         |      | 20    | 9     | 19                 | 9                  | 1                     |                       |
| DAV | Jaume Sospedra        |      | 19    | 5     | 17                 | 5                  | 2                     |                       |
| DAV | Julián Vergara        |      | 15    | 9     | 13                 | 9                  | 2                     |                       |
| DAV | Mariano Martín        |      | 15    | 13    | 14                 | 12                 | 1                     | 1                     |
| DAV | José Bravo            |      | 12    | 5     | 10                 | 4                  | 2                     | 1                     |
| DAV | Josep Escolà          |      | 12    | 10    | 11                 | 8                  | 1                     | 2                     |
| DAV | José Valle            |      | 11    | 3     | 11                 | 3                  |                       |                       |
| DAV | Manuel Va             |      | 11    | 2     | 11                 | 2                  |                       |                       |
| DAV | Quique Pérez          |      | 5     |       | 5                  |                    |                       |                       |
| DAV | Esteve Pedrol         |      | 1     |       | 1                  |                    |                       |                       |
| DAV | Marià Gonzalvo        |      | 1     |       |                    |                    | 1                     |                       |

## Classificació
| Competició            | Pos. | P  | PG | PE | PP | GF | GC | Campió            |
| --------------------- | ---- | -- | -- | -- | -- | -- | -- | ----------------- |
| Campionat de Lliga    | 4t   | 22 | 13 | 1  | 8  | 55 | 45 | Atlético Aviación |
| Copa del Generalíssim | VF   | 2  | 0  | 0  | 2  | 4  | 6  | València CF       |

## Resultats
| AMISTOSOS                                     | Gols                                                             |
| --------------------------------------------- | ---------------------------------------------------------------- |
| 01-09-40 GRANOLLERS - BARCELONA 0-7           | Martin (16, 43, 54, 55), Valle (37, 40), Sospedra (60)           |
| 07-09-40 BARCELONA - HERCULES 1-1             | Sospedra                                                         |
| 08-09-40 BARCELONA - ZARAGOZA 3-4             | Va, Valle 2                                                      |
| 15-09-40 BARCELONA - REAL MADRID 5-4          | Va 2, Vergara, Valle, Bravo                                      |
| 22-09-40 BARCELONA - LEVANTE-Gimnastic 4-0    | Martin 2, Gracia, Sospedra                                       |
| 24-09-40 BARCELONA - BADALONA 3-1             |                                                                  |
| 24-09-40 BARCELONA - BENFICA 4-2              | Va 2, Valle, Franco                                              |
| 02-10-40 BARCELONA (Reserva) - SAN ANDRÉU 1-4 | Pachi                                                            |
| 25-12-40 BARCELONA - GIRONA 2-2               | Va (30), Seguer (67)                                             |
| 09-03-41 BARCELONA - ESPANYOL 0-1             |                                                                  |
| 16-03-41 BADALONA - BARCELONA 0-2             | Gonzalvo III, Martin                                             |
| 19-03-41 BARCELONA - CEUTA 5-0                | Gonzalvo III 3, Gracia, Vergara                                  |
| 23-03-41 BARCELONA - ATLETICO AVIACION 3-1    | Martin 2, Bravo                                                  |
| 25-03-41 BARCELONA - GIRONA 3-0               | Quique, Homedes, Vergara                                         |
| 30-03-41 BARCELONA - CONSTANCIA DE INCA 6-0   | Martin 3, Gracia, Gonzalvo, Bravo                                |
| 01-04-41 BARCELONA - LEVANTE GIMNASTIC 0-4    |                                                                  |
| 22-05-41 BARCELONA-SABADELL 3-2               | Bravo (5), Gonzalvo (10, 31)                                     |
| 25-05-41 SABADELL - BARCELONA 5-2             | Navarro 2                                                        |
| 01-06-41 BARCELONA - OSASUNA 7-1              | Escola (27), Bravo (56), Navarro I (59, 80, 86), Gracia (63, 77) |
| 08-06-41 REAL MADRID - BARCELONA 2-3          | Bravo (7), Raich (28), Escola (77)                               |
| 13-06-41 GRANADA - BARCELONA 1-1              | Gonzalvo III                                                     |
| 15-06-41 DEPORTIVO CEUTA - BARCELONA 1-1      | Bravo                                                            |
| 17-06-41 ATHLETIC TETUAN - BARCELONA 1-8      | Bravo 4, Escola 2, Vergara 2                                     |
| 22-06-41 ZARAGOZA - BARCELONA 2-6             | Escola 2, Vergara, Gracia, Sospedra, Bravo                       |
| 24-06-41 LLEIDA - BARCELONA 4-2               | Gonzalvo III 2                                                   |
| 29-06-41 BARCELONA - GRANADA 8-2              | Navarro I 3, Escola 4, Bravo                                     |
| 29-06-41 GIRONA-BARCELONA 2-3                 | Gonzalvo III, Vergara, Va                                        |
| 02-07-41 GAVA-BARCELONA 2-4                   | Gonzalvo III 2, Garcia, Ramon                                    |

| COPA PRESIDENTE                          | Gols                    |
| ---------------------------------------- | ----------------------- |
| 06-04-41 ATHLETIC BILBAO-BARCELONA 5-3   | Martin 2, Gracia        |
| 13-04-41 ATLETICO AVIACION-BARCELONA 6-0 |                         |
| 20-04-41 BARCELONA-VALENCIA 1-1          | Valle (30)              |
| 27-04-41 VALENCIA-BARCELONA 4-0          |                         |
| 02-05-41 BARCELONA-ATLETICO AVIACION 1-2 | Bravo                   |
| 04-05-41 BARCELONA-ATHLETIC BILBAO 3-0   | Llacer, Martin, Vergara |

| Campionat de Lliga |

| 29 setembre 1940 | Sevilla CF                                                                               | 11 - 1 | CF Barcelona | Sevilla                       |  |
| Jornada 1        | Berrocal 23' · Raimundo 25' 52' · Campanal 27' 46' 48' 57' 81' · Torrontegui 28' 73' 77' |        | Valle 10'    | Estadio de Nervión · Torres · |  |

| 6 octubre 1940 | CF Barcelona                           | 4 - 3 | València CF                   | Barcelona                                     |  |
| Jornada 2      | Bravo 40' · Vergara 55' 75' · León 60' |       | Gorostiza 10' 17' · Mundo 18' | Camp de les Corts · Escartín Morán (Madrid) · |  |

| 12 octubre 1940 | Zaragoza CF  | 2 - 1 | CF Barcelona | Saragossa                                          |  |
| Jornada 3       | Ruiz 33' 67' |       | Martín 43'   | Estadio de Torrero · Tamarit Falguera (València) · |  |

| 20 octubre 1940 | CF Barcelona                  | 3 - 2 | Hèrcules CF                      | Barcelona                          |  |
| Jornada 4       | Gracia 23' 63' · Sospedra 40' |       | Aparicio 34' · López Herranz 38' | Camp de les Corts · Vilalta Bars · |  |

| 27 octubre 1940 | CF Barcelona                                          | 4 - 4 | Club Atlético Aviación                   | Vallecas                               |  |
| Jornada 5       | Arencibia 11' · Vázquez 44' · Pruden 51' · Campos 54' |       | Bravo 24' · Vergara 79' · Martín 81' 85' | Estadio de Vallecas · Escartín Morán · |  |

| 3 novembre 1940 | CF Barcelona            | 2 - 3 | RCD Espanyol                      | Barcelona                           |  |
| Jornada 6       | Gracia 8' · Vergara 12' |       | Martínez Català 14' 62' · Mas 16' | Camp de les Corts · González Diaz · |  |

| 10 novembre 1940 | Real Oviedo CF                               | 3 - 1 | CF Barcelona | Oviedo                                            |  |
| Jornada 7        | Anguera (pp) 8' · Herrerita 67' · Emilín 77' |       | Sospedra 17' | Estadio de Buenavista · Escartín Morán (Madrid) · |  |

| 17 novembre 1940 | CF Barcelona            | 2 - 0 | RC Celta de Vigo | Barcelona                   |  |
| Jornada 8        | Vergara 21' · Bravo 75' |       |                  | Camp de les Corts · Ocaña · |  |

| 24 novembre 1940 | Real Murcia CF | 1 - 3 | CF Barcelona            | Múrcia                                       |  |
| Jornada 9        | Solé 40'       |       | Martín 30' 31' · Va 35' | Estadio de la Condomina · Melcon Bartolome · |  |

| 1 desembre 1940 | CF Barcelona                 | 3 - 0 | Reial Madrid CF | Barcelona                      |  |
| Jornada 10      | Sospedra 49' 69' · Valle 53' |       |                 | Camp de les Corts · Gojenuri · |  |

| 8 desembre 1940 | Club Atlético de Bilbao               | 3 - 1 | CF Barcelona | Bilbao                         |  |
| Jornada 11      | Panizo 29' · Gárate 33' · Iriondo 76' |       | Vergara 70'  | Estadi de San Mamés · Torres · |  |

| 15 desembre 1940 | CF Barcelona                             | 4 - 0 | Sevilla CF | Barcelona                    |  |
| Jornada 12       | Valle 14' · Vergara 39' 46' · Escolà 88' |       |            | Camp de les Corts · Crespo · |  |

| 22 desembre 1940 | València CF            | 3 - 1 | CF Barcelona | València                                       |  |
| Jornada 13       | Mundo 5' 10' · Epi 81' |       | Gràcia 35'   | Estadi de Mestalla · Escartín Morán (Madrid) · |  |

| 28 desembre 1940 | CF Barcelona             | 2 - 0 | Zaragoza CF | Barcelona                                         |  |
| Jornada 14       | Llàcer 29' · Vergara 66' |       |             | Camp de les Corts · Tamarit Falguera (València) · |  |

| 5 gener 1941 | Hèrcules CF   | 1 - 3 | CF Barcelona                    | Alacant                     |  |
| Jornada 15   | Belmar 5' 10' |       | Martín 2' · Va 21' · Escolà 53' | Estadi de Bardín · Orduña · |  |

| 19 gener 1941 | CF Barcelona            | 2 - 4 | Club Atlético Aviación                    | Barcelona                                         |  |
| Jornada 16    | Martín 53' · Escolà 68' |       | Vázquez 20' 30' · Campos 40' · Pruden 70' | Camp de les Corts · Tamarit Falguera (València) · |  |

| 26 gener 1941 | RCD Espanyol                              | 3 - 1 | CF Barcelona    | Barcelona                   |  |
| Jornada 17    | Martínez Català 48' · Jorge 55' · Ara 77' |       | Cardús (pp) 17' | Estadi de Sarrià · Torres · |  |

| 2 febrer 1941 | CF Barcelona                                                   | 7 - 0 | Real Oviedo CF | Barcelona                           |  |
| Jornada 18    | Escolà 8' 64' · Gracia 23' 45' · Martín 41' 88' · Sospedra 67' |       |                | Camp de les Corts · González Díaz · |  |

| 5 gener 1941 | RC Celta de Vigo | 1 - 3 | CF Barcelona                             | Vigo                                    |  |
| Jornada 19   | Benito (pp) 10'  |       | Escolà 20' · Martín 57' · Gracia 63' 86' | Estadi de Balaídos · Melcon Bartolome · |  |

| 16 febrer 1941 | CF Barcelona                         | 3 - 0 | Real Murcia CF | Barcelona                     |  |
| Jornada 20     | Gracia 51' · Martín 57' · Escolà 60' |       |                | Camp de les Corts · Arribas · |  |

| 23 febrer 1941 | Reial Madrid CF | 1 - 2 | CF Barcelona           | Chamartín de la Rosa          |  |
| Jornada 21     | Barinaga 49'    |       | Bravo 60' · Martín 63' | Estadi de Chamartín · Ocaña · |  |

| 2 març 1941 | CF Barcelona | 1 - 0 | Club Atlético de Bilbao | Barcelona                              |  |
| Jornada 22  | Escolà 24'   |       |                         | Camp de les Corts · Melcon Bartolome · |  |

| Copa del Generalíssim |

| 11 maig 1941             | CF Barcelona | 1 - 2 | RCD Espanyol   | Barcelona                                                              |  |
| Vuitens de final - anada | Martín 70'   |       | Olivas 43' 71' | Camp de les Corts · 45.000 espectadors · Tamarit Falguera (Valencia) · |  |

| 18 maig 1941               | RCD Espanyol                                           | 4 - 3 | CF Barcelona               | Barcelona          |  |
| Vuitens de final - tornada | Mas 18' · Jorge 53' · Olivas 72' · Martínez Català 74' |       | Bravo 15' · Escolà 44' 85' | Estadi de Sarrià · |  |